# تریستان واکر
تریستان واکر (انگلیسی: Tristan Walker؛ زادهٔ ۱۶ مهٔ ۱۹۹۱) لژسوار اهل کانادا است.